# Ye Gongchao

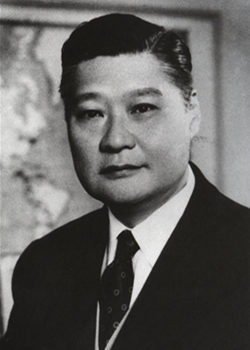
Ye Gongchao

Ye Gongchao (chiń. 葉公超; pinyin Yè Gōngchāo; ur. 20 października 1904, zm. 20 listopada 1981 w Tajpej), na Zachodzie znany jako George Yeh – chiński dyplomata i językoznawca.
Pochodził z prowincji Jiangxi, jego ojciec był urzędnikiem. W 1919 roku wyjechał do Stanów Zjednoczonych, gdzie studiował literaturę angielską na Amherst College w Massachusetts. Po uzyskaniu w 1924 roku bakalaureatu przeniósł się do Wielkiej Brytanii, gdzie w 1926 roku uzyskał stopień magistra indoeuropeistyki na Cambridge University. Po powrocie do Chin wykładał anglistykę na Uniwersytecie Pekińskim (1926–1927), Narodowym Uniwersytecie Jinan (1927–1929) oraz na Uniwersytecie Tsinghua (1929–1935). W 1935 roku został kierownikiem wydziału anglistyki na Uniwersytecie Pekińskim. Po wybuchu w 1937 wojny chińsko-japońskiej i zajęciu Pekinu ewakuował się wraz z rządem do Chongqingu. Od 1941 roku pracownik rządowej dyplomacji, przebywał jako wysłannik w Malajach, Londynie i Rangunie.
W 1949 roku ewakuował się wraz z rządem kuomintangowskim na Tajwan. Od 1949 do 1958 roku był ministrem spraw zagranicznych. Negocjował podpisanie traktatu pokojowego z Japonią (1952) i traktatu obronnego ze Stanami Zjednoczonymi (1954). W latach 1958–1962 piastował godność ambasadora Republiki Chińskiej w USA. Po powrocie na Tajwan był do 1978 roku członkiem rządu jako minister bez teki. Zmarł w Tajpej na atak serca.
Opublikował kilka prac, m.in. Cultural Life in Ancient China, Introducing China, Social Forces in English Literature, Communism in China. Był członkiem brytyjskiego Royal Asiatic Society. Odznaczony Wstęgą Wielką Orderu Błyszczącej Gwiazdy.